# Nowa Wieś (Młodzieszyn)
Nowa Wieś [ˈnɔva ˈvjɛɕ] est un village polonais de la gmina de Młodzieszyn dans le powiat de Sochaczew et dans la voïvodie de Mazovie.
Il se situe à environ 8 kilomètres au nord-ouest de Młodzieszyn, à 15 kilomètres au nord-ouest de Sochaczew et à 62 kilomètres à l'ouest de Varsovie.
Sa population est de 25 habitants en 2007.